# Diamantino Iuna Fafé
Diamantino Iuna Fafé, né le 10 juin 2001, est un lutteur libre bissaoguinéen.

## Carrière
Diamantino Iuna Fafé remporte la médaille d'or dans la catégorie des moins de 57 kg aux Championnats d'Afrique de lutte 2023 à Hammamet ainsi qu'aux Championnats d'Afrique de lutte 2024 à Alexandrie et aux Championnats d'Afrique de lutte 2025 à Casablanca, la médaille d'argent dans la même catégorie aux Championnats d'Afrique de lutte 2020 à Alger, et la médaille de bronze aux Championnats d'Afrique de lutte 2022 à El Jadida.
Il participe aux Lutte aux Jeux olympiques d'été de 2020 à Tokyo, où il est éliminé au premier tour dans la catégorie des moins de 57 kg par le Kazakh Nurislam Sanayev.
Il est nommé porte-drapeau de la délégation de la Guinée-Bissau aux Jeux olympiques d'été de 2024 à Paris.